# Ludvinci
Ludvinci (srp. ćir. Лудвинци; mađ. Ludvince), su naselje u Republici Hrvatskoj, u sastavu Općine Trpinja, Vukovarsko-srijemska županija. 

## Stanovništvo

### Popis stanovništva 2011. godine
Prema popisu stanovništva koje je obavljeno 2011. godine, u Ludvincima živi 109 osoba

### Popis stanovništva 2001. godine
Prema popisu stanovništva iz 2001. godine, naselje je imalo 133 stanovnika te 43 obiteljskih kućanstava.
| broj stanovnika | 4     | 26    | 52    | 85    | 37    | 71    | 62    | 138   | 191   | 201   | 188   | 170   | 159   | 157   | 133   | 109   | 79    |
|                 | 1857. | 1869. | 1880. | 1890. | 1900. | 1910. | 1921. | 1931. | 1948. | 1953. | 1961. | 1971. | 1981. | 1991. | 2001. | 2011. | 2021. |

## Šport
U Ludvincima je postojao nogometni klub Hajduk.